# Dick van Egmond
Th.J.H. (Dick) van Egmond (Hillegom, 13 mei 1961) is een Nederlands voetbalscheidsrechter, die van 1991 tot 2010 wedstrijden in de Eredivisie en Eerste divisie floot. Van 1 augustus 2010 tot medio 2024 bekleedde Van Egmond een functie als coördinator scheidsrechterszaken bij de KNVB.

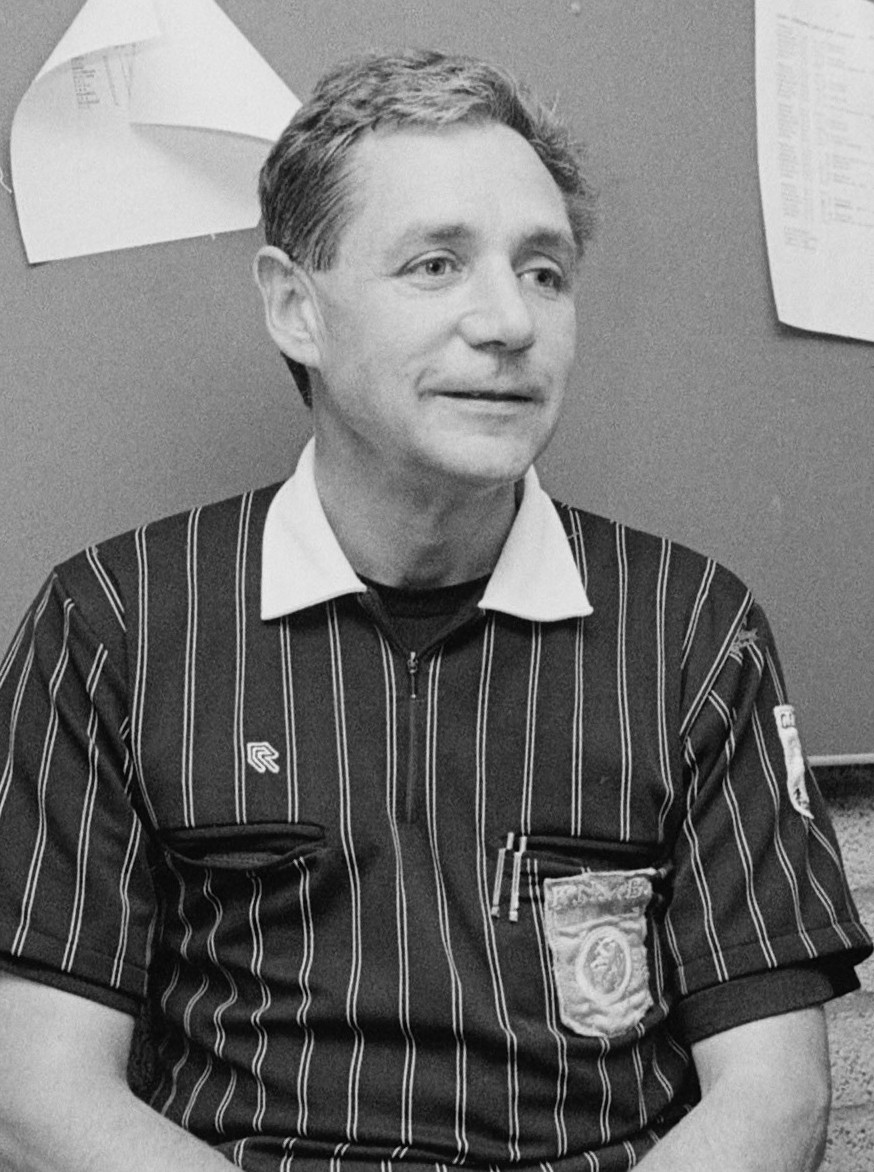
Dick van Egmond, scheidsrechter, in 1992

## Carrière
Hij begon zijn voetbalcarrière bij SV Concordia in Hillegom, maar al op jonge leeftijd in floot hij wedstrijden van jeugdelftallen. Als voetballer kwam hij niet verder dan het derde elftal, maar hij bleek talent te hebben als arbiter. Sinds 1981 is hij arbiter van de KNVB, tien jaar later maakte hij zijn debuut in het betaalde voetbal, bij de wedstrijd Excelsior-AZ. Van Egmond floot inmiddels meer dan 500 wedstrijden in het betaalde voetbal waaronder bijna 300 eredivisiewedstrijden en de KNVB-Bekerfinale in 2007, Ajax - AZ. Daarnaast was hij van 1997 tot 2007 FIFA-scheidsrechter. Hij floot tal van Europese wedstrijden waaronder twaalf interlands en twee Champions Leaguewedstrijden (Liverpool-Basel en Barcelona-Galatasaray). Ook de interland Frankrijk-Roemenië stond onder leiding van Van Egmond.
Dick van Egmond trad per 1 augustus 2010 in dienst van de KNVB als coördinator van de afdeling scheidsrechterszaken betaald voetbal. Van Egmond heeft daarmee zijn actieve scheidsrechterscarrière beëindigd. In zijn functie pleit hij, in samenwerking met de spelers- en trainersvakbonden, voor sportiviteit en respect op het veld. In een interview met het AD (30 december 2010) zegt Van Egmond daarover: "De aandacht moet gaan naar degene die de elleboogstoot geeft. Natuurlijk moet je een scheidsrechter aanspreken op de dingen die hij fout doet. Sportiviteit en respect worden bewaakt door de scheidsrechter, maar beginnen natuurlijk bij spelers en trainers. De schaamte moet bij de spelers zitten." In april 2024 maakte Van Egmond bekend zijn functie bij de KNVB wegens gezondheidsredenen neer te leggen.

## Trivia
- Hij floot in september 2002 op verzoek van de Tunesische voetbalbond de beladen Tunesische competitietopper Esperance–Etoile.
- Van Egmond is sinds 2009 actief in de stuurgroep sportiviteit en respect. Hierin probeert hij samen met vertegenwoordigers en van de KNVB, de spelers, de trainers en de clubs bij te dragen aan meer sportiviteit in het Nederlandse voetbal.
- Van Egmond voerde namens de scheidsrechters als bestuurslid van de Belangenvereniging Scheidsrechters Betaald Voetbal (BSBV) de contractbesprekingen met de KNVB in 2003, 2006 en 2010.
- Na afloop van de wedstrijd MVV - RKC Waalwijk in het seizoen 2007-2008, waarin Van Egmond drie rode kaarten trok, was Joseph Goumans, voorzitter van MVV zo boos over de gang van zaken, dat hij de scheidsrechter de toegang tot het sponsorhome ontzegde. MVV kreeg naar aanleiding van dit voorval en de ongeregeldheden in het stadion een boete van €10.000 en een wedstrijd zonder publiek opgelegd door de KNVB.
- Na afloop van het duel tussen Ajax en Sc Heerenveen in de play-offs van het seizoen 2007-2008, haalde Gertjan Verbeek, trainer van Sc Heerenveen, in de persconferentie na afloop hard uit naar Van Egmond. Verbeek: "Van Egmond is niet capabel, daar kan hij niks aan doen. Voor beide ploegen floot hij even slecht. Maar hij marchandeert, en daar kan hij wél wat aan doen. (…) Dat hij slecht fluit, dat weten we, en daar kunnen we mee leven. Iedereen heeft zijn dag weleens niet."[2] Verbeek doelde op het feit dat Van Egmond in de tweede helft een speler van Ajax geen tweede gele kaart gaf, terwijl hij dit eerder wel deed bij een speler van Heerenveen.
- Van Egmond heeft 31 jaar voor Politie Kennemerland gewerkt, voordat hij coördinator van de afdeling scheidsrechterszaken betaald voetbal bij de KNVB werd.
- Naar aanleiding van het bijt-incident van Luis Suarez in de wedstrijd Ajax – PSV (20 november 2010) merkte Van Egmond in een interview met AD op: “Als je een hond ziet lopen, dan weet je, pas op, die kan bijten. Maar dat denk je toch niet als je met voetballers te maken hebt."

## Interlands
| Datum            | Wedstrijd                | Uitslag | Competitie        | Kreeg geel | Kreeg voor de tweede keer geel en dus rood | Weggestuurd |
| ---------------- | ------------------------ | ------- | ----------------- | ---------- | ------------------------------------------ | ----------- |
| 13 februari 2002 | Frankrijk – Roemenië     | 2 – 1   | Vriendschappelijk | 1          | 0                                          | 0           |
| 16 oktober 2002  | Joegoslavië – Finland    | 2 – 1   | EK-kwalificatie   | 5          | 0                                          | 1           |
| 30 april 2003    | Zweden – Kroatië         | 1 – 2   | Vriendschappelijk | 0          | 0                                          | 0           |
| 6 september 2003 | Liechtenstein – Turkije  | 0 – 3   | EK-kwalificatie   | 1          | 0                                          | 0           |
| 28 april 2004    | België – Turkije         | 2 – 3   | Vriendschappelijk | 2          | 0                                          | 0           |
| 24 mei 2005      | Noorwegen – Costa Rica   | 1 – 0   | Vriendschappelijk | 0          | 0                                          | 0           |
| 3 september 2005 | Portugal – Luxemburg     | 6 – 0   | WK-kwalificatie   | 3          | 0                                          | 0           |
| 1 maart 2006     | Oostenrijk – Canada      | 0 – 2   | Vriendschappelijk | 3          | 0                                          | 0           |
| 27 mei 2006      | Portugal – Kaapverdië    | 4 – 1   | Vriendschappelijk | 1          | 0                                          | 0           |
| 6 september 2006 | Zwitserland – Costa Rica | 2 – 0   | Vriendschappelijk | 1          | 0                                          | 0           |
| 7 oktober 2006   | Wales – Slowakije        | 1 – 5   | EK-kwalificatie   | 2          | 0                                          | 0           |